# Heinrich II. (England)

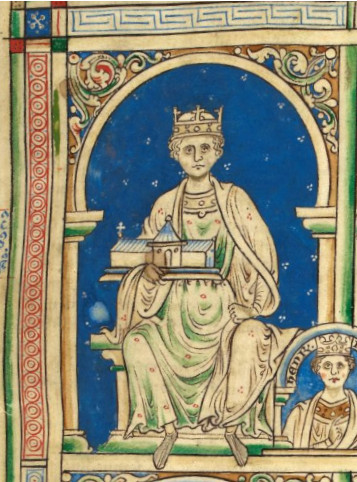
König Heinrich II. von England, aus Matthaeus Parisiensis

Heinrich II. (englisch Henry II, ursprünglich Henri Plantagenet; * 5. März 1133 in Le Mans; † 6. Juli 1189 in Chinon) war Herzog der Normandie und von Aquitanien, Graf von Anjou sowie König von England (1154–1189). Zeitweise beherrschte er Wales, Schottland, das östliche Irland und das westliche Frankreich. Er war der erste der angevinischen Könige, die auch als das Haus Plantagenet bezeichnet wurden.
Seine Beinamen waren Curtmantle („Kurzmantel“, wegen der kurz geschnittenen Umhänge, die er trug) und Fitz Empress (Sohn der Kaiserin). Als erster britischer König nannte er sich King of England (König von England), seine Vorgänger trugen den Titel King of the English (König der Engländer).

## Geschichte

### Herzog der Normandie
Heinrich II. wurde am 5. März 1133 als ältester Sohn von Matilda, Tochter Heinrichs I. von England und Witwe des deutschen Kaisers Heinrich V., und ihrem zweiten Gemahl Gottfried dem Schönen, Graf von Anjou geboren. Heinrich wuchs in Anjou auf und besuchte England erstmals 1142, um den Anspruch seiner Mutter auf den englischen Thron zu unterstützen. 1149 wurde er von seinem Großonkel König David von Schottland zum Ritter geschlagen. 1150 übernahm er das Herzogtum Normandie. Heinrich II. sprach Französisch, las Latein, verstand Provençal und Italienisch, war aber des Englischen nicht mächtig und verbrachte nur wenig Zeit in England.
Schon vor seiner Thronbesteigung in England beherrschte er auf dem europäischen Festland die Normandie und Anjou. Seine Heirat mit Eleonore von Aquitanien am 18. Mai 1152 brachte weitere Landesherrschaften in seinen Besitz, nämlich die Region um Tours (die Touraine), Aquitanien und die Gascogne. Somit war er mächtiger als sein Lehnsherr (für die Gebiete auf dem europäischen Festland), der König von Frankreich, mit einem Reich oder besser einem Konglomerat verschiedenartiger Landesherrschaften, das sich vom Solway Firth (zwischen Irland und Schottland) bis zu den Pyrenäen erstreckte, dabei auf dem Festland vom Golf von Biskaya im Süden bis über die Allier und im Norden bis an die Somme. Nach seiner Thronbesteigung in England bedeutete diese Struktur unter anderem eine erneute Zusammenführung der normannischen und der britischen Reichsteile des englischen Königtums. 1155 konnte er durch Verhandlungen auch die Bretagne unter seine Kontrolle bringen. Man spricht auch vom so genannten Angevinischen Reich. Kein englischer König vor ihm verfügte über ein größeres Territorium. Allerdings war auch kein vorheriger König stärker in Auseinandersetzungen auf dem europäischen Festland und mit den Adligen im eigenen Herrschaftsgebiet verstrickt. Heinrich kämpfte gegen den französischen König Ludwig VII., den geschiedenen Ehemann seiner Frau, und dessen Verbündete. Heinrich stand in lebhafter Korrespondenz mit dem Kaiser von Byzanz, Manuel I. Komnenos.

### König von England
Heinrich wurde in England erst in der Spätphase des Bürgerkriegs zwischen seiner Mutter Mathilde und König Stephan aktiv. Der Bürgerkrieg, in dem keine von beiden Seiten den Sieg erringen konnte, wurde 1153 mit dem Vertrag von Wallingford beendet. Stephan adoptierte damit Heinrich II. und setzte ihn zum Nachfolger ein. Stephan regierte noch bis 1154. Anlässlich der Geburt seines ersten Sohnes Wilhelm kehrte Heinrich 1152 zu seiner Frau zurück. Nach dem Tod Stephans wurden Heinrich II. und Eleonore am 19. Dezember 1154 in Westminster gekrönt. Er konnte die Herrschaft ohne großen Widerstand antreten, da viele eine Furcht vor ihm hegten.
Sofort versuchte Heinrich die Auseinandersetzungen zu entschärfen, in die er auf dem europäischen Festland verwickelt war. Er schloss in Rouen Frieden mit Ludwig VII. und erkannte ihn als seinen Lehnsherren an. Heinrichs zweitältester Sohn, Heinrich der Jüngere, wurde mit Margarete, der Tochter Ludwigs, verlobt. An der Loire ging derweil der Krieg zwischen Heinrich und seinem Bruder Gottfried um die Herrschaft über Anjou weiter. Nach dem Sieg Heinrichs wurde Gottfried mit der Grafschaft Nantes abgefunden. Ein wichtiger Abschnitt der Expansion nach Süden in Richtung Toulouse war 1159 die Belagerung von Nantes, die neue Kämpfe mit Ludwig VII. zur Folge hatte. Erst 1173 wurde der Graf von Toulouse Heinrichs Lehnsmann.
In England betrieb Heinrich zunächst Konsolidierungspolitik. Während der Herrschaft Stephans war die Vormachtstellung der Barone so stark geworden, dass der Monarch das Land kaum noch kontrollierte. Heinrich sah es als vordringlichste Aufgabe an, diese Macht wieder in seine Hände zurückzugewinnen. Festungen, die ohne die Erlaubnis in der Regierungszeit Stephans gebaut worden waren, wurden geschleift.
Heinrich II. baute mehrere Pfalzen in seinem Königreich und übertrug seinem Hofmeister die Befugnis, zivile Streitigkeiten im Namen der Krone zu regeln. Er erhöhte die Zahl der königlichen Reisegerichte oder Bancs du Roi, deren Befugnisse er ausweitete. Er selbst führte die Herrschaft in seinem weitläufigen Reich als klassischer Reisekönig, vergleichbar mit den deutschen Herrschern. Unter seiner Herrschaft wurde das erste Rechtsbuch geschrieben, das eine Grundlage für das heute im angelsächsischen Rechtskreis stark verbreitete Common Law darstellt.
Mit den Assisen von Clarendon (1166) wurde unter anderem das Geschworenengericht zur Regel. Beginnend mit dem Zeitpunkt der Eroberung der Britischen Insel durch die Normannen waren die angelsächsischen Prozesse mit einer Jury durch Gottesurteile und „Recht durch Gefecht“ – der Wette auf den Kampf (dessen Anwendung in England erst 1819 abgeschafft wurde) – ersetzt worden. Diese Entscheidung, die Geschworenengerichte erneut einzuführen, war einer der wichtigsten Beiträge Heinrichs II. zur Rechtsgeschichte Englands. Auf Basis der Assise von Clarendon erließ er eine Polizeiverordnung gegen Räuber.
Das Rückgrat der englischen Finanzverwaltung, die der Adelsschicht angehörigen Feudalsheriffs, ersetzte Heinrich II. durch „gelehrige und gut überwachte Beamte der Mittelklasse“ und verstärkte die von seinem Schatzmeister Richard fitz Nigel im Dialogue de l'Exchequier am Ende der Regierungszeit beschriebene Steuerkontrolle. Der Heeresdienst der Adeligen wurde durch höhere Abgaben, insbesondere auf die Dienstmannenlehen abgelöst. Bei Heinrichs Tod 1189 war das ausgedehnte und äußerlich so mächtige Reich durch die Militär- und Verwaltungsausgaben finanziell so erschöpft, dass es sich nur durch Sondersteuern fortsetzen ließ. Verlässlichen Schätzungen zufolge verfügte er über weniger Geld als sein französischer Rivale Ludwig VII., der über ein weitaus bescheideneres Territorium herrschte.
1181 wurde das Fyrd-Heer, ein ausgehobenes Nationalheer, restrukturiert und damit die feudale Wehrordnung verändert. Mit der Waldordnung von 1184 wurde das exklusive Jagdrecht des Monarchen in ausgedehnten Gebieten, welche Wälder, Wiesen, Heiden, aber auch Äcker und Dörfer umfassten, präzisiert und die Rechte der Barone erheblich eingeschränkt.

### Feldzüge gegen Wales und Irland
In Wales hatten die walisischen Fürsten durch einen Aufstand nach dem Tod von Heinrich I. und während des Bürgerkriegs zahlreiche von den Normannen eroberte Gebiete zurückerobern können. Heinrich versuchte ab 1157, durch mehrere Feldzüge die verlorenen Gebiete zurückzuerobern sowie die englische Oberherrschaft über die walisischen Fürstentümer wiederherzustellen.
Durch einen zwar verlustreichen, doch erfolgreichen Feldzug nach Nordwales zwang er 1157 Owain Gwynedd, den Fürsten von Gwynedd sowie Rhys ap Gruffydd, den Fürsten von Deheubarth zur Unterwerfung. Im Sommer 1158 zwang er durch einen weiteren Vorstoß Rhys ap Gruffydd erneut zum Frieden, ehe er wieder nach Frankreich zurückkehrte. Dennoch kam es in Wales weiterhin zu Kämpfen zwischen Anglonormannen und Walisern. Nach seiner Rückkehr nach England führte Heinrich deshalb 1163 erneut ein Heer nach Deheubarth und zwang Rhys ap Gruffydd, Owain Gwynedd und andere walisische Fürsten am 1. Juli 1163 zur Huldigung in Worcester. Nachdem auch dieser Frieden bereits im Folgejahr gebrochen wurde, plante Heinrich für 1165 einen neuen Feldzug gegen die verbündeten walisischen Fürsten. Trotz sorgfältiger Vorbereitung scheiterte dieser Feldzug im sommerlichen Dauerregen im walisischen Bergland. Heinrichs Heer musste sich unter hohen Verlusten nach England zurückziehen. Der König ließ seine walisischen Geiseln blenden und schickte sie zu den walisischen Fürsten zurück, ehe er wieder nach Frankreich reiste.
Nach dem Scheitern des letzten Feldzugs Heinrichs eroberten die walisischen Fürsten weite Teile der durch die vorangegangenen Feldzüge verlorenen Gebiete zurück. Dadurch wurde ein Teil der anglonormannischen Adligen von Wales veranlasst, ein Angebot des irischen Königs Dermot MacMurrough, ihn bei seinen Kämpfen gegen seine irischen Gegner zu unterstützen, anzunehmen. In diesem Kämpfen konnte ein Heer unter Führung von Richard Strongbow ab 1169 Teile von Ostirland erobern.
Zur Demonstration seiner Autorität über Strongbow und seine Unterstützer unternahm Heinrich 1171 selbst einen Feldzug nach Irland. Er führte dazu sein Heer durch Südwales, wo er sich mit Rhys ap Gruffydd, der nach dem Tod von Owain Gwynedd der mächtigste walisische Fürst geworden war, traf. Mit dem walisischen Fürsten schloss er eine Übereinkunft, in dem er dessen Herrschaft über weite Teile von Südwestwales anerkannte und ihn zum königlichen Justiziar für Südwales ernannte. Fortan duldete der König keine weiteren Eroberungen durch die anglonormannischen Marcher Lords, im Gegenzug hielt Rhys ap Gruffydd die Waliser von weiteren Angriffen auf anglonormannische Gebiete ab. Dieser Frieden in Wales hatte trotz einiger Zwischenfälle bis zum Tod von Heinrich Bestand. In Irland angekommen, konnte Heinrich rasch seine Oberherrschaft über die anglonormannischen Adligen wiederherstellen. Er ernannte Hugh de Lacy zum königlichen Justiciar und festigte so den Beginn der englischen Eroberung Irlands. 1177 ernannte er seinen jüngsten Sohn Johann zum Lord of Ireland.

### Beziehungen zum römisch-deutschen Kaiserreich
1157 entsandte Kaiser Friedrich Barbarossa Legaten nach England, um Heinrich II. ein Freundschaftsbündnis anzubieten. Als Antwort schickte der englische Monarch Gesandte im Herbst des gleichen Jahres zum Reichstag in Würzburg, die neben einem höchst prunkvollen Zelt als Gastgeschenk ein in devotem Ton verfasstes Antwortschreiben mitbrachten, in dem in diplomatisch geschickter Weise die grundsätzliche Bereitschaft zur Fortsetzung einvernehmlicher Beziehungen bekundet, aber auf das vom Kaiser vorgeschlagene Freundschaftsbündnis nicht näher eingegangen wurde.
Zu Beginn des Schismas hatte Heinrich in den Jahren 1159/1160 – anders als der englische Klerus – eher halbherzig auf der Seite Papst Alexanders III. gestanden. Heinrich verstand es, seinen Kontakt zum Stauferkaiser nicht abreißen zu lassen. Als sich jedoch sein persönlicher Konflikt mit seinem bisherigen Kanzler und aktuellen Erzbischof von Canterbury, Thomas Becket, entwickelte, wuchs sein Abstand zum Papst. Bei Aufenthalten am englischen Hof in Rouen 1161 und im Frühjahr 1165 gelang es dem deutschen Kanzler Rainald von Dassel, das prinzipielle Einvernehmen durch ein doppeltes Ehebündnis zu besiegeln: Die beiden Töchter des englischen Herrschers, Eleonore und Mathilde sollten mit dem im Juli 1164 geborenen Sohn des deutschen Kaisers, Friedrich, und mit dem nach der Annullierung der Ehe mit Clementia von Zähringen wieder ledigen Heinrich dem Löwen verheiratet werden. Die Ehe des Welfenherzogs wurde am 1. Februar 1168 in Minden geschlossen; wegen des frühen Todes des Staufersohns 1169 kam die andere nicht zustande.
Im September 1168 traf eine Delegation, bestehend aus Heinrich dem Löwen und seiner Gemahlin Mathilde, dem früheren Reichskanzler und aktuellen Kölner Erzbischof Philipp I. von Heinsberg und dem aktuellen Kanzler und späteren Mainzer Erzbischof Christian von Buch am englischen Hof in Rouen ein, die gegen eine Vereidigung des englischen Episkopats gegen Papst Alexander III. auf dessen Gegenspieler Paschalis III. dem englischen König Waffenhilfe gegen seinen französischen Rivalen anbot. Wegen des hartnäckigen Widerstands des englischen Klerus scheiterten diese Verhandlungen jedoch.
Nachdem Heinrich der Löwe dem deutschen Kaiser 1174 und 1176 die geforderte militärische Hilfe auf dessen Italienfeldzügen verweigert hatte, wurde Heinrich dreimal vergeblich vor das Hofgericht zitiert, geächtet und zuletzt die Lehen über die Herzogtümer Sachsen und Bayern vom Kaiser Heinrich entzogen und neu vergeben. Der lange Zeit so mächtige Welfenherzog Heinrich unterwarf sich zwar im November 1181 dem Kaiser, musste jedoch bis 1185 ins Exil. Der englische König Heinrich gewährte seinem Schwiegersohn Heinrich dem Löwen und seiner Tochter Mathilde Aufenthalt in England.

### Konflikt mit Thomas Becket

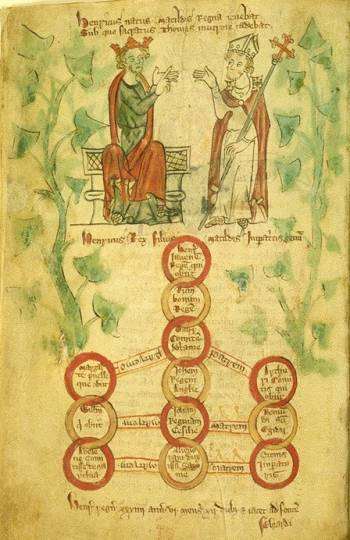
Heinrich II. von England und Thomas Becket

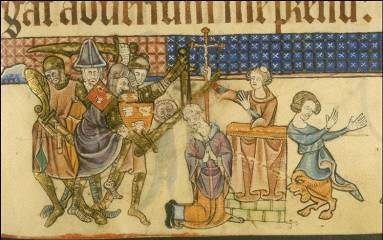
Die Ermordung des Erzbischofs Thomas Becket. Darstellung aus dem Luttrell-Psalter, um 1345

Durch die Entwicklungen im Rechtssystem wurde die Macht der Kirchengerichte beschnitten. Die Kirche bekämpfte diesen Vorgang sowie darüber hinausgehende Versuche des Königs, Kontrolle über Geistliche auszuüben. Der wichtigste Vertreter der Kirche war Thomas Becket, der Erzbischof von Canterbury. Becket wurde auf Empfehlung von Theobald von Canterbury hin Berater und Lordkanzler von Heinrich. Heinrich hatte Becket 1162 zum Erzbischof ernannt, um Konflikte zu verhindern. Bereits vorher hatten Becket und Heinrich unterschiedliche Meinungen in Bezug auf die Kirche und deren Rechte gehabt. Heinrich versuchte, Becket und seine Gefolgsleute unter Kontrolle zu bekommen, indem er sie per Eid dazu zwang, sich den „Sitten des Reiches“ zu unterwerfen. Es war und blieb umstritten, was diese Sitten sein sollten, und die Kirche verweigerte eine Unterwerfung unter den König. Nach dem Hoftag von Clarendon im Januar 1164 verließ Becket England, um sich der Unterstützung von Papst Alexander III. und des Königs von Frankreich zu versichern.
Nach Beilegung der Zwistigkeiten zwischen Heinrich und Becket kehrte Becket nach England zurück. Doch über die Krönung von Heinrichs Sohn kam es erneut zum Zerwürfnis, da die Zeremonie von den Bischöfen von London, York und Salisbury durchgeführt wurde, nicht wie erforderlich vom Erzbischof von Canterbury, also Becket selbst. Becket exkommunizierte daraufhin die drei Bischöfe.
Der zu dieser Zeit schwer erkrankte König soll auf dem Krankenbett ausgerufen haben: “Will no one rid me of this turbulent priest?” (dt.: „Wird mich niemand von diesem aufrührerischen Priester befreien?“). Dies ist die geläufige, mündlich kolportierte Version. Das Originalzitat, welches sich in den Aufzeichnungen des Chronisten Edward Grim findet, lautet: “What miserable drones and traitors have I nourished and brought up in my household, who let their lord be treated with such shameful contempt by a low-born cleric?” (dt.: „Was für elende Drohnen und Verräter habe ich in meinem Haushalt durchgefüttert, die ihren Herren von einem dahergelaufenen Priester mit solch beschämender Verachtung behandeln lassen?“). Vier von Heinrichs Rittern interpretierten die Worte des Königs als eine Aufforderung, Becket zu töten, und zogen nach England, wo sie Becket am 29. Dezember 1170 ermordeten. Der Chronist Edward Grim war Augenzeuge des Mordes und veranlasste in der Folge eine genaue Untersuchung der Umstände. Unabhängig von der tatsächlichen Schuld des Königs war sein Ansehen im gesamten Reich danach massiv beschädigt.
Auf Betreiben von Papst Alexander III. musste Heinrich die Constitutions of Clarendon wieder aufheben und sich am 12. Juni 1174 in der Kathedrale zu Canterbury einer demütigenden Geißelung (auch wenn diese nur symbolisch mit leichten „Schlägen“ angedeutet wurde) unterziehen sowie anschließend eine ganze Nacht am Grab von Thomas Becket auf den Knien liegend beten. Als Sühnegabe gründete und dotierte er in einer vorhandenen Anlage das Augustiner-Chorherren-Stift Waltham Abbey und ließ eine neue, groß angelegte Abteikirche errichten.
Thomas Becket wurde wenige Jahre nach seinem Tod am 21. Februar 1173 heiliggesprochen (Festtag: 29. Dezember). Dies geschah insbesondere auf die Intervention der Herzogin Mathilde, der Ehefrau Heinrichs des Löwen, Herzog von Sachsen und Bayern, beim Papst. Mathilde war eine Tochter Heinrichs II. und mit Thomas Becket verband sie eine persönliche Freundschaft.

### Kampf um die Nachfolge und Tod
Ein weiterer Konfliktherd ergab sich, als Heinrich in den 1160er Jahren daranging, sein ausgedehntes Reich unter seinen Söhnen aufzuteilen. Der älteste überlebende Sohn, Heinrich der Jüngere, sollte das englisch-normannische Reich sowie Anjou erhalten, Richard Löwenherz Aquitanien und Gottfried die Bretagne. Für Johann Ohneland, den Jüngsten, blieben Savoyen (durch Heirat), die Grafschaft Mortain und die eroberten irischen Gebiete. Heinrich der Jüngere wurde zum König gekrönt, aber er regierte niemals das englische Festland, da er vor seinem Vater starb.
Diese Aufteilung umfasste zunächst allerdings nur die Titel. Heinrich II. war darauf bedacht, die Macht in allen Teilgebieten bis zu seinem Tod in der eigenen Hand zu behalten. Dieses Vorgehen führte 1173 zur Rebellion seiner Söhne, die durch ihre Mutter Eleonore unterstützt wurde. Ihr Ziel war es, die ihnen zugedachten Territorien sofort in Besitz zu nehmen. Hilfe erhofften sie sich beim französischen König, einflussreichen französischen Fürsten sowie bei Wilhelm dem Löwen, König von Schottland. Als letzterer 1174 in Gefangenschaft geriet, brach der Aufstand zusammen. Im Vertrag von Falaise musste der schottische König die englische Oberherrschaft anerkennen. Heinrich II. nahm seine Söhne schnell wieder in seine Gunst auf, ließ aber Eleonore in Haft setzen. Gleichzeitig bemühte er sich um die Scheidung und erkannte Rosamund Clifford als Mätresse an, mit der er seit 1165 (während eines seiner Feldzüge nach Wales) bis zu ihrem Tod 1176 eine Beziehung hatte. Später wurde ihm eine Beziehung zu Alix, der Tochter König Ludwigs VII., nachgesagt, die bereits mit Heinrichs eigenem Sohn, Richard, verlobt war. Diese Gerüchte wurden von Richard dann nach dem Tod seines Vaters vorgebracht, um die Verlobung zu lösen.

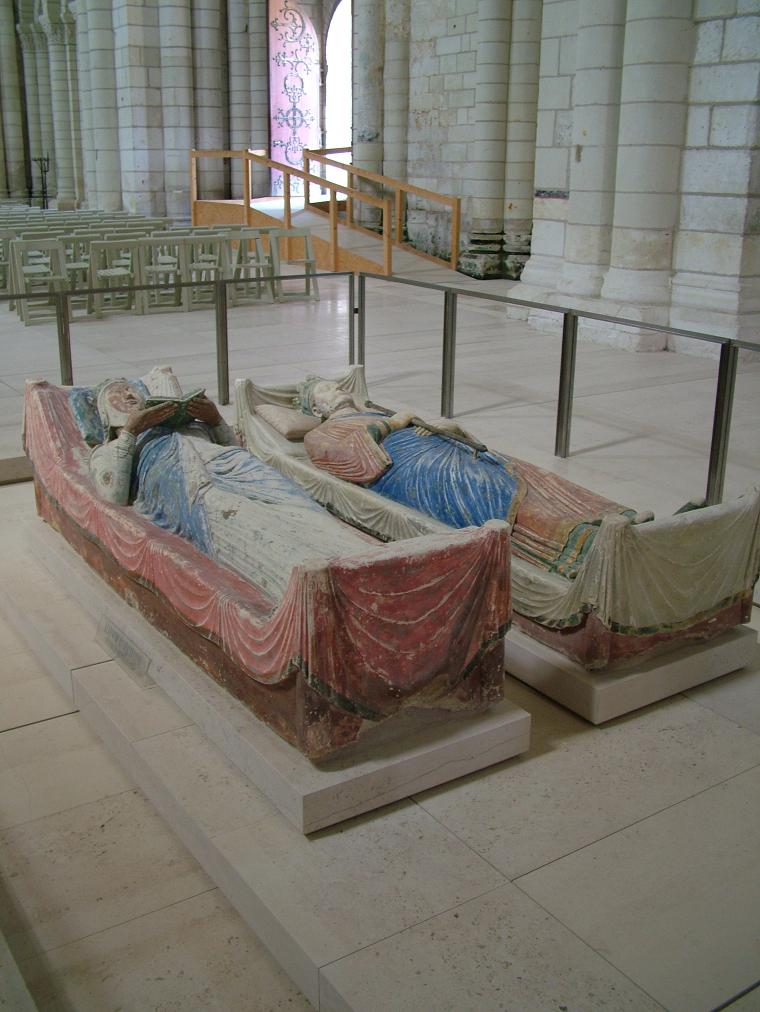
Grabstätte von Heinrich und Eleonora in Fontevrault

Der Friede mit den Söhnen währte nicht lange. Bald befanden sie sich wieder in Rebellion. Dem Tod von Heinrich dem Jüngeren, 1183 während eines Feldzugs gegen seinen Vater im Limousin, folgte der Tod Gottfrieds: Der Herzog der Bretagne wurde 1186 von einem Pferd niedergetrampelt.
Richard, seit dem Tod Heinrichs des Jüngeren Erster in der Thronfolge, griff schließlich mit der Hilfe von Philipp II. von Frankreich und in Absprache mit seinem Bruder Johann den Vater 1189 an und besiegte ihn. Heinrich, zu diesem Zeitpunkt bereits schwer erkrankt, musste Richard am 4. Juli 1189 im Abkommen von Azay-le-Rideau als alleinigen Erben anerkennen. Zwei Tage später starb er auf der Burg Chinon und wurde später im Kloster Fontevrault, in der Nähe von Chinon und Saumur in der Region Anjou, beigesetzt.
Richard wurde zum König von England gekrönt. Während Richard sich auf dem Dritten Kreuzzug und anschließend in Gefangenschaft befand, versuchte Johann, sich des Throns zu bemächtigen. Nach Richards Tod 1199 folgte er ihm nach. Die Ansprüche der Kinder von Johanns älterem Bruder Gottfried, Arthur, Herzog der Bretagne, und Eleonore, wurden nicht berücksichtigt.

## Nachkommen
Heinrich II. und seine Frau Eleonore von Aquitanien hatten fünf Söhne und drei Töchter:
- Wilhelm (17. August 1153–Juni 1156), Herzog der Normandie und Graf von Poitiers
- Heinrich der Jüngere (1155–1183), Mitkönig von England
- Mathilde (1156–1189) ⚭ Heinrich der Löwe
- Richard I. Löwenherz (8. September 1157–6. April 1199), König von England; Herzog von Aquitanien
- Gottfried (23. September 1158–19. August 1186), Herzog der Bretagne
- Eleonore (1162–1214) ⚭ Alfons VIII., König von Kastilien
- Johanna (10. Oktober 1164–24. September 1199)

1. ⚭ am 13. Februar 1177 Wilhelm II. von Sizilien,
2. ⚭ im Oktober 1196 Raimond VI. Graf von Toulouse.

- Johann Ohneland (24. Dezember 1167–19. Oktober 1216), König von England

Heinrich II. soll etwa zehn weitere nichteheliche Kinder mit wenigstens vier anderen Frauen gehabt haben. Eleonore sorgte dafür, dass die meisten dieser Kinder am Hofe aufgezogen wurden. Einige dieser nichtehelichen Kinder verblieben am Hofe, die zwei bekanntesten waren:
- Geoffrey, Erzbischof von York (* um 1152; † 12. Dezember 1212)
- William Longespée, 3. Earl of Salisbury (* um 1175/80; † 1226)

## Rezeption

### Filme
- Das Filmdrama Der Löwe im Winter mit Peter O’Toole und Katharine Hepburn befasst sich mit den verräterischen Machenschaften um die Herrschaft des Thrones von England.
- Ein Remake mit Patrick Stewart und Glenn Close erschien 2003.
- Heinrich II. und seine Söhne, Richard Löwenherz und Johann Ohneland, waren ein Thema der BBC-Serie The Devil’s Crown (Die Krone des Teufels).
- Aus dem Jahr 1964 stammt der Film Becket von Peter Glenville, der den Konflikt Heinrichs mit Thomas Becket thematisiert. Ältere Verfilmungen des Becket-Stoffes gab es schon 1910 und 1923.
- T. S. Eliots Versdrama Murder in the Cathedral, das den Konflikt zwischen Heinrich II. und Thomas Becket behandelt, wurde 1951 verfilmt.
- Die historische Verfilmung Heinrich II. Aufstand gegen den König von Stefano Milla aus dem Jahre 2015 thematisiert den Konflikt Heinrichs mit seiner Ehefrau Eleonore und seinen Söhnen im Jahre 1173.

### Bücher
- 1978 erschien ein Buch von Richard Barber mit dem gleichen Namen wie die BBC-Serie.
- Im Buch Die Säulen der Erde bettet Ken Follett die Geschichte der Stadt Kingsbridge in den historischen Hintergrund des Bürgerkriegs zwischen Stephan und Mathilda und der späteren Machtübernahme Heinrichs. Der Roman beschreibt auch die Ermordung Beckets und die anschließende Geißelung des Königs zur Buße.
- Conrad Ferdinand Meyers Novelle Der Heilige behandelt gleichfalls die Auseinandersetzung zwischen Heinrich II. und Thomas Becket.
- Im historischen Roman Hiobs Brüder von Rebecca Gablé wird in einer Nebenhandlung dargestellt, wie Heinrich II politisch und militärisch die englische Krone erlangt.
- Sharon Penman schrieb mehrere Romane über Heinrich II und seine Söhne, u. a. Time and Chance, Devil’s Brood und Lionheart.
- Ariana Franklin verwendet Henry Plantagenet als eine der Hauptfiguren in ihrer Romanreihe mit der Totenleserin (Die Totenleserin, Die Teufelshaube, Der König und die Totenleserin und Der Fluch der Totenleserin).
- 1995 erschien Die Königin und die Hure von Ellen Jones. Dort wurde die Ehe zwischen Heinrich und Eleonore sowie die Beziehung zu einer seiner Mätressen ausführlich beschrieben.